# イーゼルンハーゲン
イーゼルンハーゲン (ドイツ語: Isernhagen) は、ドイツ連邦共和国ニーダーザクセン州ハノーファー広域連合に属す町村（以下、本項では便宜上「町」と記述する）である。この町は7つの地区からなり、このうち4つは伝統にならいバウアーシャフト（「農業共同体」を意味する）と称している。この町はハノーファー市の北東（すなわちツェレやブルクドルフ方面）に境を接している。イーゼルンハーゲンは、住民の平均収入がニーダーザクセン州で最も豊かな自治体である。

## 地理
イーゼルンハーゲンは、北から時計回りに、ブルクヴェーデル、ブルクドルフ、レールテ、ハノーファー、ランゲンハーゲン、ヴェーデマルクと境を接している。イーゼルンハーゲンはリューネブルガー・ハイデの南端に接している。「バウアーシャッフト」（本来は「農業共同体」を意味する）を称する4つの地区は、ハノーファーの高級住宅地であるとされている。町には、保存状態の良い木組み建築が多くあり、中にはこの地方の典型的なタイプの木組み建築もしばしば見られる。

### 自治体の構成
イーゼルンハーゲンは以下の地区からなる。
- ニーデルンヘーゲナー・バウアーシャフト (NB)
- キルヒャー・バウアーシャフト (KB)
- ファルスター・バウアーシャフト (FB)
- ホーエンホルスター・バウアーシャフト (HB)
- アルトヴァルムビューヘン
- ノイヴァルムビューヘン（ガルテンシュタット・ローネを含む）
- キルヒホルスト（グロースホルストおよびシュテレを含む）

### 自然保護
イーゼルンハーゲンは、アルトヴァルムビューヘン地区とキルヒホルスト地区にまたがる、広さ約 15 km2 のアルトヴァルムビューヘナー・モーア（アルトヴァルムビューヘン泥湿地）を有している。その 2 m 近い厚さの泥炭層は、近隣の農民によって採取されていた。泥炭は暖房用の燃料として利用され、あるいはハノーファーの市場で販売された。1797年の史料によれば、イーゼルンハーゲンや近隣の集落が泥湿地の泥炭を採取する権利を有していた。このため泥湿地はしっかりと排水され、湿原の植生に被害を与えた。やがてこの地域の一部が自然保護下に置かれ、大部分が景観保護地区に指定された。

## 歴史

### 地名
イーゼルンハーゲン (ドイツ語: Isernhagen) という地名の前半部分は、Yser または Yesern に由来する。これは「鉄」を意味している。ここを流れるヴィーツェ川沿いの低地では沼鉄鉱が産出し、中世にはこの集落で精錬され、後には建設資材として利用された。地名の後半は Hagene あるいは Hagen で、森の一部や農地から動物たちを遠ざけるための囲い地を意味する。
ハーゲンという地名や、地名の語尾はニーダーザクセン、ヴェストファーレン、メクレンブルクの入植地域でしばしば見られる。Hag は、「囲う事」や「囲い地」を意味するゲルマン語の haga あるいは hagaz に由来する。これは、大切に、快適に保護することをも意味する。Hag は Hecken（柵）で囲まれた場所であった。農場名や集落名の中低ドイツ語の語尾 -ha(a)g(en) は、その集落の形態を示すものでもある。

### 中世
イーゼルンハーゲン集落は、13世紀、中世の入植時代末期に、ヴェルフ家およびその家臣で泥湿地を管理した伯の主導により、古典的な長く伸びたハーゲンフーフェンドルフの形式（道路を挟んで農地と家屋が配置され、これが一列に並ぶ形）で造営された。おそらく13世紀全体に及んだ大規模開墾時代には、1つの統一された農場群が形成されるまでは農場と家屋の列が互いに整列して配置されていた。この農場群は、その後の時代の再入植によって成長し、閉じた形の、ニーダーザクセンではユニークな馬蹄形の入植地が形成された。
イーゼルンハーゲンは1322年に初めて Yserenhaghe という名前でハノーファー市の住民台帳に記載がある。これはイーゼルンハーゲンの住民として "Bernardus de Yserenhaghe" という名前が記録されたものである。イーゼルンハーゲンは14世紀には、グロースブルクヴェーデラー城を行政の中心とし、泥湿地を治めた伯領の一部となっていた。その後、この伯領を起源とするアムトフォークタイ・ブルクヴェーデルに属した。
集落の拡充と農場群の拡大により、長く伸びたハーゲンフーフドルフ・イーゼルンハーゲンは、より組織化された4つの農業共同体に分割された。すなわち、
- ニーデルンヘーゲナー・バウアーシャフト (NB)
- キルヒャー・バウアーシャフト (KB)
- ファルスター・バウアーシャフト (FB)
- ホーエンホルスター・バウアーシャフト (HB)

である。
これらの農業共同体は、現在の自治体イーゼルンハーゲンの4つの「アルトドルフ」（直訳: 古い村）を形成している。イーゼルンハーゲン集落がこの様に分割された精確な時期は、明らかではない。いずれにせよ、この農業共同体は、15世紀のブルクフォークタイ・ツェルの登記簿に初めて登場する。
イーゼルンハーゲンの他の集落は、4つのアルトドルフよりも古い起源をもつ。

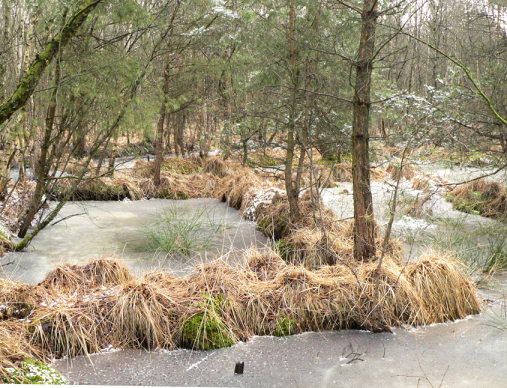
アルトヴァルムビューヘナー・モーアの泥炭採掘跡

現在この町に属しているアルトヴァルムビューヘンは、早くも12世紀に文献に記録されている Werenboke (Warmbüchen) に由来する。これはある貴族の主導により「荒れた根のある土地」(von wilder Wurzel) から中世に開墾された土地である。
ノイヴァルムビューヘンは、ハノーファー - ツェレ間の古い郵便街道の近くにあった農場を起源とし、中世後期の入植時代に集落に発展した。この集落は1437年に初めて文献に記録されている。
現在キルヒホルストと呼ばれているイーゼルンハーゲン町の一部は1929年にキルヒホルスト、グロースホルスト、シュテレ（それぞれ1329年に初めて記録されている）の3つの村が合併して形成された。
これらは19世紀になるまではとても小さな村であり、かつては泥湿地を囲んでいた。住民たちは農業を営む傍ら、副業として泥炭を採取し、暖房用燃料としてハノーファーの市場で販売した。

### 宗教改革、近代
ハーゲンフーフドルフ・イーゼルンハーゲンは宗教改革まで、815年にルートヴィヒ敬虔王が創設したヒルデスハイム司教区に属していた。この村はジーファースハウゼン首席助祭区の管轄下にあった。イーゼルンハーゲンの聖マリエン教会周辺に1450年頃にキルヒャー・バウアーシャフト（直訳: 教会農業共同体）が形成された。この教会が完成した精確な時期は判っていない。遠くからも見える塔を有するこの美術史上価値の高い建物は、この地域の特徴を紛れもなく有している。
イーゼルンハーゲンが属していたリューネブルク侯領のエルンスト告白公は、1527年に宗教改革を行った。1534年にイーゼルンハーゲンの教会に初めてルター派の牧師が現れた。
イーゼルンハーゲン＝アルトドルフの4つの農民たちは副業を行い、特に16世紀から17世紀にはホップや馬の取引で大きな富を得た。豊かな装飾が施された、何重にも迫り出した破風を持つイーゼルンハーゲン特有の木組み建築もこの頃から建設されている。
ドイツの人口は19世紀に大幅に増加したが、現在イーゼルンハーゲンに属す村ではこの間も人口はほぼ一定であった。1821年の人口は2,278人で、1786年から173人増えただけであった。1871年まで人口増加は僅かであり、20世紀への替わり目に急激に増加するまでは減少することもあった。1935年の人口は3,097人であった。第二次世界大戦後に数多くの故郷を逐われた人々や難民がイーゼルンハーゲンに流入し、農場に宿泊した。人口は1955年には7,155人にまで増加した。これは1925年に比べて 131 % の増加率にあたる。その後数十年間もイーゼルンハーゲンの人口は増加し続けた。1992年の人口は、1821年に比べて約10倍になった。
人口増加は、1930年代の交通インフラの大きな改善によってもたらされた。1938年にハノーファーとツェレとの間の鉄道建設が完了した。イーゼルンハーゲンでは、ホーエンホルスター・バウアーシャフトの外れにある駅を介して鉄道網に接続できるようになった。また、ケルン - ハノーファー - ベルリンを結ぶアウトバーンの建設によって、1937年から1938年にアルトヴァルムビューヘン近くからこの重要な東西の交通軸に直接アクセスできるようになった。
ニーダーザクセンの行政改革および地域再編に伴い1974年3月1日に、それまで独立した自治体であったアルトヴァルムビューヘン、キルヒホルスト、ノイヴァルムビューヘンおよびイーゼルンハーゲン＝アルトドルフ4か村が合併して新たな自治体ヴァルムビューヘンが形成された。1975年1月1日に、それまでハノーファー市の一部であった人口100人ほど（当時）の小さな地域がこの町に編入された。この町は1975年1月1日に、最終的にイーゼルンハーゲンという名前になった。イーゼルンハーゲン町のイーゼルンハーゲンNB-ジュート地区は1974年3月1日にハノーファー市に移管され、ここでイーゼルンハーゲン＝ジュート市区（直訳: イーゼルンハーゲン南市区）となった。イーゼルンハーゲンは2001年11月1日からハノーファー広域連合に属し、それまで属していたハノーファー郡は廃止された。

## 行政

### 議会
イーゼルンハーゲンの町議会は34議席の議員と町長で構成されている。

### 首長
イーゼルンハーゲンの町長はティム・ミットヘーファー (CDU) である。
過去の町長：
- 1996年 - 2001年: クラウス＝ディーター・ムクラッシュ (CDU)
- 2001年 - 2021年: アールパト・ボーギャ (CDU)
- 2021年 - : ティム・ミットヘーファー[13]

### 地区議会
イーゼルンハーゲン町の地区には7つの地区議会、合わせて47人の地区議会議員がいる。

### 紋章
イーゼルンハーゲンの町の紋章は、ヴァルター・ピーチュマンのデザインによる。紋章は1978年1月9日にハノーファー郡によって認可された。
図柄: 銀の斜め波帯で上下二分割。左上（向かって右上）は赤地に3輪の銀のユリ（2:1に配置）。右下（向かって左下）は緑地に、4つの直立し、互いに一部が重なった銀の蹄鉄。
紋章の由来: 紋章の向かって右上半分の赤地に3輪のユリは、かつてこの地にあったクラム家の紋章から採られ、旧ザムトゲマインデ・キルヒヴァルムビューヘンの3つの自治体を示している。馬の取引が盛んであった4つの農業共同体は4つの蹄鉄で象徴されている。その間を隔てる銀の斜め波帯は、この町のすべての地区を結んでいるヴィーツェ川を表している。

### 姉妹自治体
イーゼルンハーゲンは以下の自治体と姉妹自治体協定を結んでいる。
- ピースヘイブン（イギリス、イースト・サセックス）本初子午線上に位置する町である。
- エピネイ＝ス＝セナール（フランス語版、英語版）（フランス、エソンヌ県）
- スヒ・ラス（ポーランド語版、英語版）（ポーランド、ヴィエルコポルスカ県）
- タマーシ（ハンガリー語版、英語版）（ハンガリー、トルナ県）

## 文化と見どころ

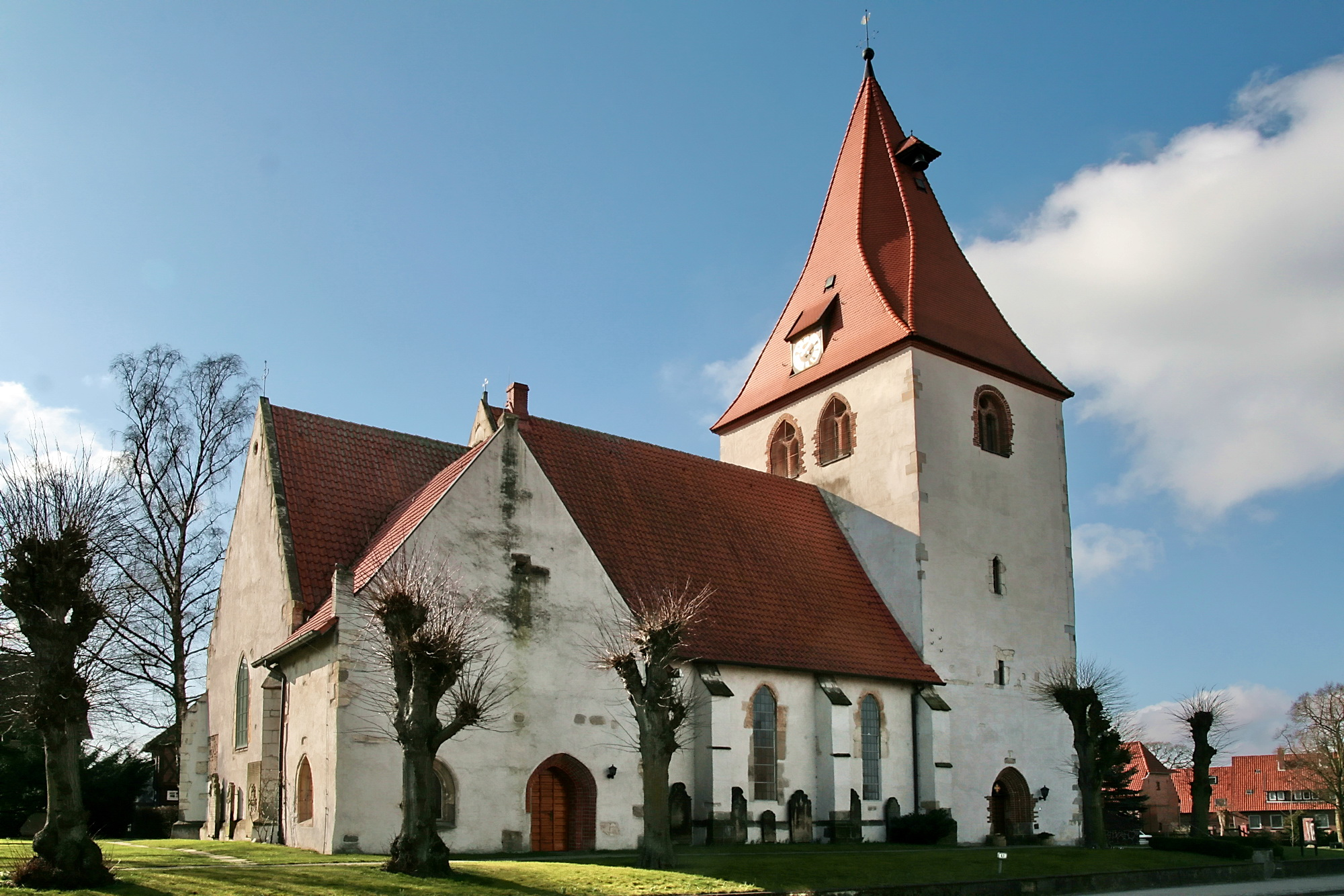
イーゼルンハーゲンの聖マリエン教会

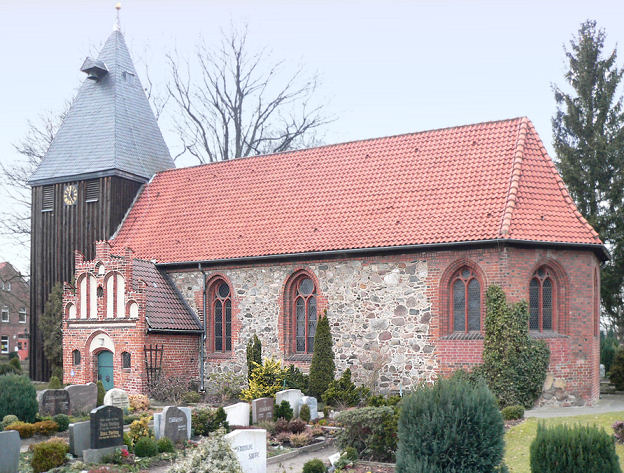
キルヒホルストの聖ニコライ教会

### 教会
- キルヒャー・バウアーシャフトの聖マリエン教会

15世紀に建設された教会で、遠くからも望むことができる塔を持つ芸術史上重要な建物である。建築資材は、ヴィーツェ川河畔の低地で産出し、ここで精錬された沼鉄鉱が用いられている。
- キルヒホルストの聖ニコライ教会

この周辺地域で最も美しい建造文化財の1つである。14世紀に建設されたのだが、かなり古いロマネスク様式の礼拝堂の基礎壁上に建っている。内陣や内壁のフレスコ画、教会の守護聖人である聖ニコラウスは特筆に値する。

### 建築文化財
イーゼルンハーゲン＝アルトドルフには保存状態が良く、保護文化財に指定されている木組み建築が数多くある。

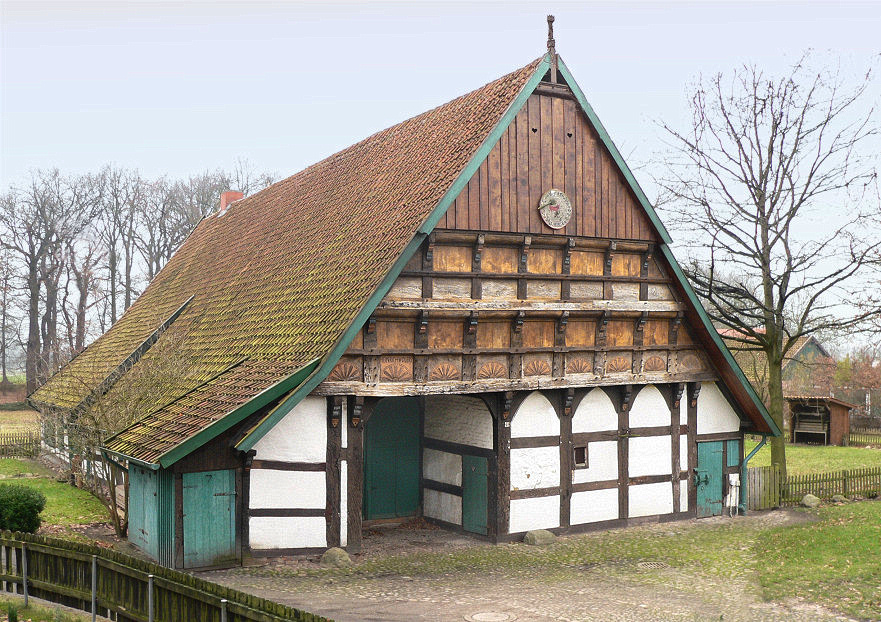
ヴェーラー＝ドゥッシェ＝ホーフ

### 博物館

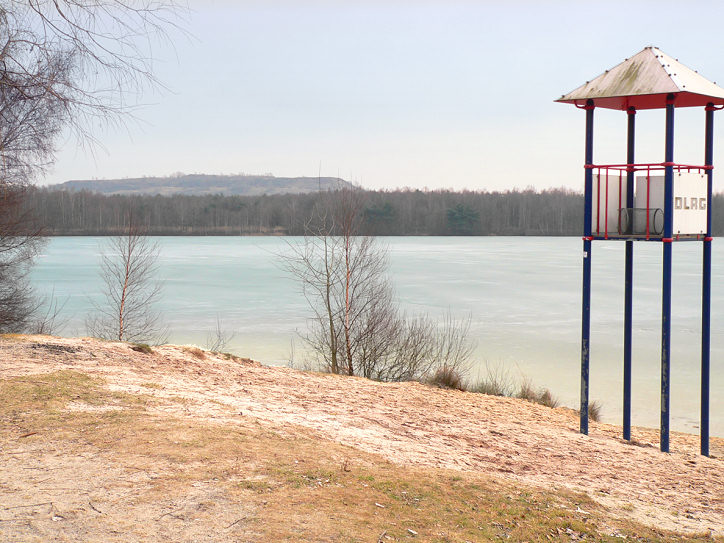
アルトヴァルムビューヘナー湖

- ヴェーラー＝ドゥッシェ＝ホーフ。

ニーデルンヘーゲナー・バウアーシャフト (NB) にあるこの木組みのハレンハウスには北ハノーファー農家博物館イーゼルンハーゲン e.V. が入居している。かつての住人にちなんでヴェーラー＝ドゥッシェ＝ホーフと名付けられたこの農家は16世紀初めに建てられた田舎の建築文化財である。この農家アンサンブルには、装飾破風を持つ母屋、かつての納屋、農園、牧草地、パン焼き小屋とかご養蜂施設が含まれる。木組みの母屋は元の状態をよく保存している。母屋の中では、19世紀からの農村文化財の小規模なコレクションを見ることができる。土間のスペースでは毎年入れ替え展示がなされている。

### その他の見どころ
- アルトヴァルムビューヘナー湖

広さ 48 ha のこの湖は、1978年から1981年、連邦アウトバーン37号線（ムーアアウトバーン）建設の際にここの砂を浚ってできたものである。この湖の全長は 1500 m、最大幅は 450 m、深さは 7 - 12 m である。完成は1982年6月であった。湖面の約 25 % がイーゼルンハーゲンの町域に属し、75 % がハノーファー市の建設計画・実行地域に属している。この湖は近郊レジャー地区の中心である。湖は遊戯用や日光浴用のエリアに囲まれている。ドイツ人命救命協会 (DLRG) が監視する砂地の水浴場の他に、遊戯、日光浴、ヨット、手漕ぎボート、サーフィンなどのレジャーが楽しめる。施設としては、ハノーファー市のサービス小屋、DLRG−ステーション、ヨットスクール、貸しボート、地元のウォータースポーツクラブの2つの桟橋がある。

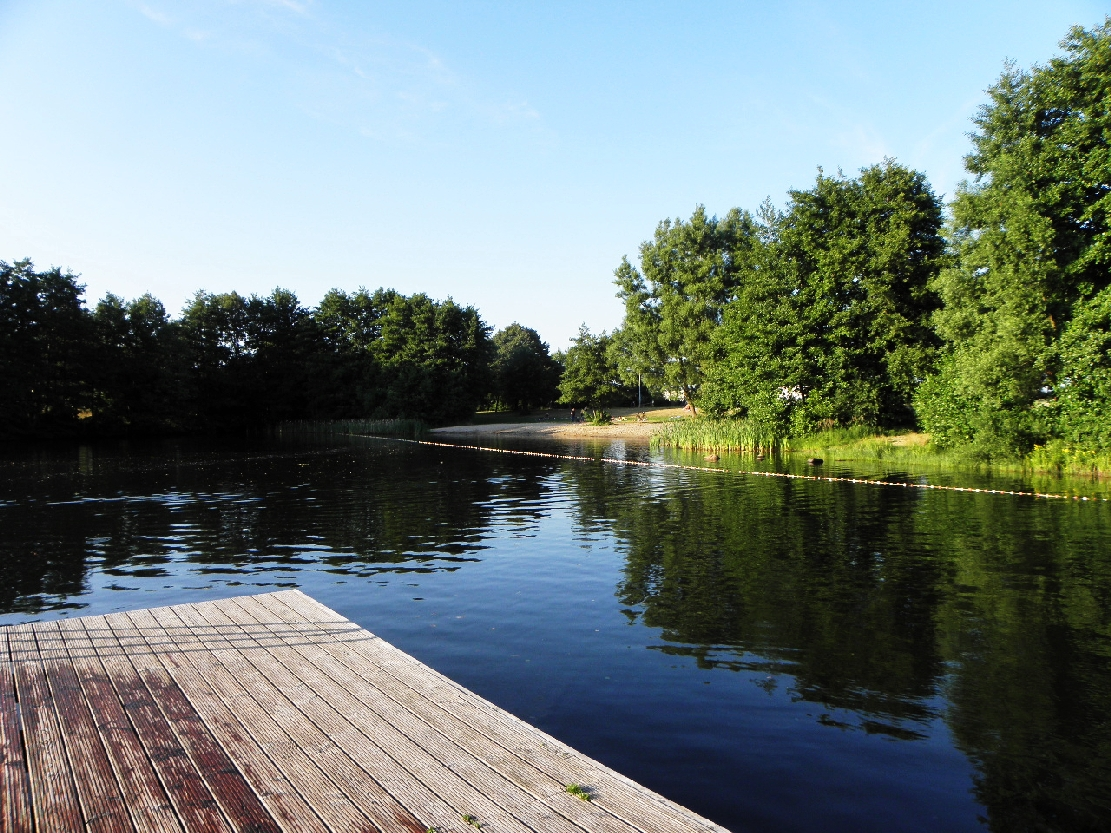
キルヒホルスター湖
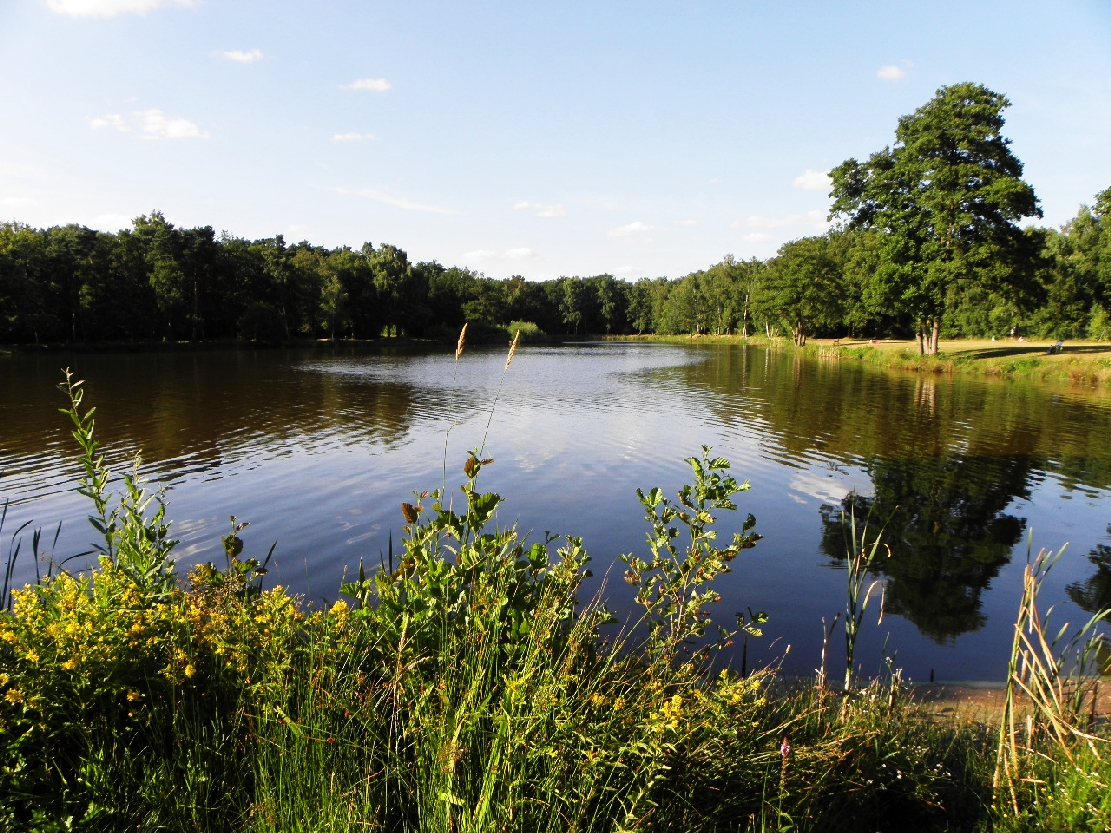
パルクゼー・ローネ
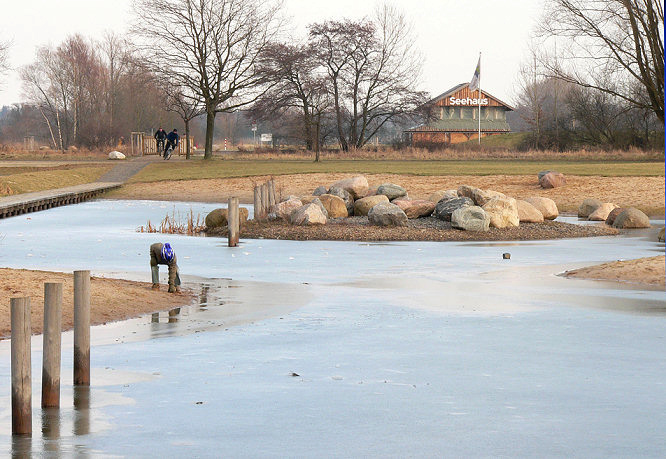
ヴィーツェパルク
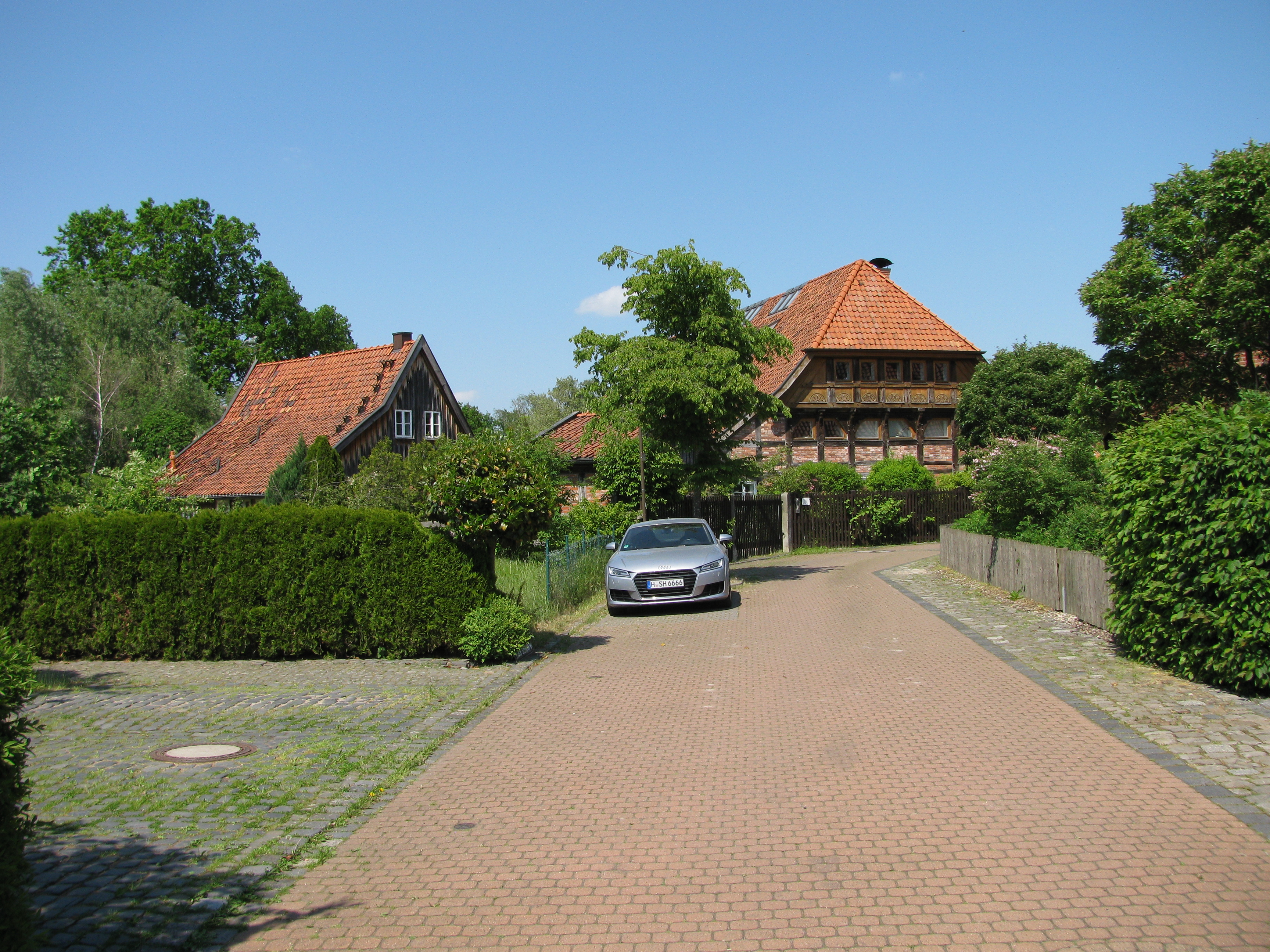
アルター・リートホーフ

広さ 4.8 ha、最大深度 7.5 m のこの湖は1950年代末の連邦アウトバーン7号線の拡幅工事の際に砂を採掘してできたものである。完成したのは1969年6月17日であった。湖畔には一般立ち入りが可能な水浴場がある。この湖は、約 2 ha の、水浴客のための日光浴・休憩エリアに囲まれている。
- パルクゼー・ローネ（直訳: ローネ公園湖）

この湖は民間が経営する、森の中にある広さ 3.2 ha の水浴湖である。敷地内には、普通の飲食施設を備えたキャンプ場やミニゴルフ場がある。
- ヴィーツェパルク

2005年に完成した公園。ランゲンハーゲン市との境界をなすヴィーツェ川沿いにある。公園の東側部分がイーゼルンハーゲンに属す。ヴィーツェパルクはフーフアイゼン湖（浚渫湖）の水面を持つ近郊レジャー地であり、区域を区切った水浴場が設けられている。
- イーゼルンハーゲンホーフ文化センター

ファルスター・バウアーシャフト (FB)にある文化センター。ここには音楽学校、美術学校、集会施設があるほか、イーゼルンハーゲンホーフ文化協会e.V.のイベント会場にもなっている。この施設は、ほぼ原型のまま保存されているかつての農家を利用している。かつての納屋では、定期的にコンサートなどの文化イベントが開催されている。また、学校行事やコンサートなどその他の機会に貸し出しを行ってもいる。
- アルター・リートホーフ

15世紀からレーデケン家が所有している農場である。一時期は、王の騎兵連隊が鍛冶場や厩舎として利用したこともあった。19世紀初めに再び農場として利用されるようになり、1842年からは何度も所有者が替わった。1561年に建造された保護文化財に指定されている母屋は2001年に修復され、倉庫が新設された。この建物は現在、企業の本社として利用されている。
- イーゼルンハーゲナー・ミッテ

イーゼルンハーゲン町を構成する7つの地区の地理的中心を意味している。野原の交差点に、2014年6月29日の市民祭で町長のアルパート・ボーギャとイーゼルンハーゲン住民団体代表によって記念石が除幕された。町民祭は、イーゼルンハーゲンの自治体創設40周年を契機に、現在の形で行われるようになった。
- キルヒホルスター湖
- パルクゼー・ローネ
- ヴィーツェパルク
- アルター・リートホーフ

### スポーツ
- TSV イーゼルンハーゲン・フォン 1947 e.V.

第二次世界大戦終戦後、イギリス軍事政府は1946年に「シュポルトフェライン・ホーエンホルスター・アンフェンガー」を設立し、1947年から現在の名称「TSV イーゼルンハーゲン・フォン 1947 e.V.」を名乗っている。初めはサッカーだけが行われていたが、時代とともに、体操、テニス、ヨットといった他の部門もできていった。近年はイーゼルンハーゲン市民レースに協力している。テニスコートやゲストハウスがあるこのクラブの敷地は、ホーエンホルスター・バウアーシャフト地区にある。
- TuS アルトヴァルムビューヘン・フォン 1954 e.V.

1954年に設立されたスポーツクラブ TuS アルトヴァルムビューヘンは、アルトヴァルムビューヘナー湖の近くに拠点をおいているが、ベルンハルト＝レーコプフ＝シュトラーセ体育館、ヘレヴェーク体育館、ヘレヴェーク陸上競技場でも活動を行っている。種目はサッカー、ハンドボール、テニス、陸上競技、体操、ダンス、卓球がある。
- FC ノイヴァルムビューヘン e.V.

サッカークラブ (Fußball-Club) ノイヴァルムビューヘンは1946年9月1日に発足した。現在は、サッカー、陸上競技、テニス、ダンス、格闘技、チアリーディングといった幅広い種目が用意されている。2004年にはビーチバレーボール施設が造られた。
- WSV アルトヴァルムビューヘン e.V.

アルトヴァルムビューヘナー湖沿いにあるウォータースポーツクラブ (Wassersportverein) アルトヴァルムビューヘン e.V. は1973年に設立された。このクラブではヨットの他に1983年からはボート競技も行われている。WSV アルトヴァルムビューヘンは、イーゼルンハーゲンで2番めに会員数が多いスポーツクラブである。
- シュテラー・シュポルトフェライン・キルヒホルスト・フォン 1932 e.V.

キルヒホルスト地区の牧歌的で自然に親しい環境にある SSV キルヒホルストは、7つのスポーツ種目で活動を行っている。

### 年中行事
- 5月: イーゼルンハーゲン住民団体の後援でA2-センターで開催されるシュレンマーアーベント（直訳: 美食家の夕べ）。
- 6月: マリエン教会でのイーゼルンハーゲン・ホップ祭。
- 6月: キルヒホルスト地区で奇数年に開催されるツェーントフェスト。
- 8月: アルトヴァルムビューヘン・モーアフェスト[19]。
- 8月: 射撃祭。
- 11月: フベルトゥスの狩猟。
- 12月: マリエン教会周辺でのクリスマスマーケット。

## 経済と社会資本

### 企業
ホーエンホルスター・バウアーシャフトには、企業本社や大規模支社がある。
- ハインツ・フォン・ハイデン・マッシヴホイザー（集合住宅供給）
- ザーテン＝ウニオーン GmbH（種苗業者）
- 以下の企業の支社: アグラフィス・ライフアイゼン（農業信用金庫）、バックリング・ノルト（パン卸売）、ヘリング-DMA（機械製造）、ホノルト・ロギスティーク・グルッペ（流通業）、ヘルマン（門扉製造）

イーゼルンハーゲン地区には以下の企業がある。
- BREEコレクション GmbH & Co. KG（バッグ、アクセサリー。2018年までイーゼルンハーゲンに本社があったが、その後ハンブルクに移転した）
- クリオテスト・ルドルフ・ホッペ GmbH（仕事着とオブジェクトテキスタイル）
- ストリート・ワン GmbH（服飾）
- トヨタ・マテリアル・ハンドリング・ドイチュラント GmbH（フォークリフト、パレットトラック）

アルトヴァルムビューヘン、キルヒホルスト、ホーエンホルスター・バウアーシャフト地区にはそれぞれ様々な小売店が出店している。

### 交通
イーゼルンハーゲンは以下のアウトバーンの結節点に位置している。
- 連邦アウトバーン 2号線 (A2)。ベルリンからブラウンシュヴァイク、ハノーファー、ビーレフェルトを経由してドルトムントまで。
- 連邦アウトバーン 7号線 (A7)。ハンブルクからハノーファー、カッセルを経由してヴュルツブルクまで。
- 連邦アウトバーン 37号線 (A37)。ヒルデスハイムからハノーファーを経由してツェレまで。

ハノーファー/キルヒホルスト・ジャンクション (A7/A37) は、その一部がこの町の町域に含まれる。
ホーエンホルスター・バウアーシャフトのイーゼルンハーゲン駅は、鉄道ハノーファー - ツェレ線にあり、1時間間隔でメトロノーム鉄道会社の列車が、ハンブルクとハノーファー (RE 3) あるいはユルツェンとゲッティンゲン (RE 2) の間を運行している。1913年にはすでにランゲンハーゲンからハイデバーン沿いにツェレまでの区間（「ハーゼンバーン」とも呼ばれる）が着工されたが、開通したのは1938年5月15日になってからであった。これによりハンブルク - 南ドイツ間の列車はレールテを経由して方向転換して迂回することなく、ハノーファーを走行することが可能となった。1964年11月2日以降は複線での運行が行われている。
シュタットバーン・ハノーファーの3号線が、アルトヴァルムビューヘン地区とハノーファーとを結んでいる。ハノーファー広域交通 (GVH) の7本のバス路線が、イーゼルンハーゲンと近隣市町村とを結んでいる。
隣町のランゲンハーゲンにはハノーファー＝ランゲンハーゲン空港がある。その騒音、特に夜間飛行に反対するために、被害を受けているコミュニティが作業共同体「夜間飛行のない、より良いハノーファー空港」(BON-HA) を結成して、様々な市民活動を行っている。

## 人物

### ゆかりの人物
- エルンスト・ユンガー（1895年 - 1998年）文筆家
- オリヴァー・ポッヒャー（ドイツ語版、英語版）（1978年 - ）コメディアン、エンターティナー。イーゼルンハーゲンの実科学校で学んだ。
- アンケ・キューン（ドイツ語版、英語版）（1981年 - ）フィールドホッケー選手
- バスティアン・シュルツ（ドイツ語版、英語版）（1985年 - ）サッカー選手

## 関連図書
- Kurt Griemsmann (1973). Isernhagen in der Grafschaft Burgwedel. Gemeinde Isernhagen NB
- Heinz Koberg (1984). Gemeinde Isernhagen. ed. Unser Isernhagen
- Claudia Kempf-Oldenburg; Jes Tüxen (1990). Gemeinde Isernhagen. ed. Isernhagen Chronik. Band 1
- Claudia Kempf-Oldenburg; Jes Tüxen (1992). Gemeinde Isernhagen. ed. Isernhagen Chronik. Band 2